# Joker: Folie à Deux
Joker: Folie à Deux är en amerikansk kriminal- och dramafilm från 2024. Filmen är regisserad av Todd Phillips efter ett manus skrivet av Scott Silver. Filmen är en uppföljare till filmen Joker från 2019.
Filmen premiärvisades på Filmfestivalen i Venedig den 4 september 2024 och hade biopremiär i Sverige den 2 oktober samma år.

## Handling
Filmen kretsar kring Harley Quinn och Arthur Flecks / Jokers liv.

## Rollista (i urval)
- Joaquin Phoenix – Arthur Fleck / Joker
- Lady Gaga – Dr. Harleen Quinzel / Harley Quinn
- Brendan Gleeson – Jackie Sullivan
- Catherine Keener – Maryanne Stewart
- Zazie Beetz – Sophie Dumond
- Steve Coogan – Paddy Meyers
- Harry Lawtey – Harvey Dent
- Jacob Lofland – Ricky Meline
- Ken Leung – Dr. Victor Liu
- Bill Smitrovich – Domare Herman Rothwax

## Framtid
Phillips meddelade i början av oktober 2024 att han tänker gå vidare från Joker-karaktären och DC Studios, och utesluter specifikt en tredje film eller en spin-off-film som kretsar kring Gagas Harley Quinn.